# Frans van der Gun
Franciscus Gerardus (Frans) van der Gun (Hagestein, 24 november 1918 - Utrecht, 16 november 2001) was een Nederlands CDA-politicus.
Van der Gun was een vakbondsman in de KVP- en CDA-Tweede Kamerfracties met volkshuisvesting en loonpolitiek als specialismen. Hij kwam door combinatie van functies regelmatig in de knel tussen tegengestelde belangen van de vakbeweging en de KVP over de sociale politiek. Zo stemde hij als lid van het partijbestuur vóór het beleid van de fractie in de Nacht van Schmelzer, dat leidde tot de val van het kabinet-Cals. De vakbeweging had voor dat beleid geen goed woord over. Als lid van de KVP-fractie zat hij in een moeilijk parket bij het verzet tegen de vorming van het kabinet-Den Uyl, waar de vakbeweging sterk voor was. Hij kreeg steeds meer moeite met die spagaat. Zijn gezag in eigen kring leed daar ook onder. In 1979 vertrok hij naar het eerste rechtstreeks gekozen Europees Parlement.

## Persoonlijk
Van der Gun was gehuwd met Maria Hendrika Jacoba Poot (1925-2005), met wie hij vijf kinderen had.
Van der Gun was een oom van voormalig CDA-kamerlid Joba van den Berg.
- Biografisch Portaal: 04339410
- International Standard Name Identifier: 0000 0003 8885 9380
- Nederlandse Thesaurus van Auteursnamen: 069939209
- Parlement.com: vg09lleijpt2
- Virtual International Authority File: 282074060
- WorldCat: E39PBJjmV6bJv3XjCVHVkgHgrq

1. ↑  https://www.online-begraafplaatsen.nl/graf/302814/461430/Maria-Hendrika-Jacoba-Poot-1925-2005
2. ↑  https://gw.geneanet.org/spitfire1024?lang=en&m=N&v=VAN%20DER%20GUN
3. ↑  https://www.tweedekamer.nl/downloads/document?id=2021D16683